# Cordéac
Cordéac foi uma comuna francesa na região administrativa de Auvérnia-Ródano-Alpes, no departamento de Isère.
Em 1 de janeiro de 2017, passou a formar parte da nova comuna de Châtel-en-Trièves.